# کارل-هاینز راشینسکی
کارل-هاینز راشینسکی (انگلیسی: Karl-Heinz Radschinsky؛ زادهٔ ۲۳ ژوئیه ۱۹۵۳) وزنه‌بردار اهل آلمان بود.
وی در مسابقات کشوری و بین‌المللی در مجموع برندهٔ ۱ مدال طلا، ۱ مدال برنز شده‌است.